# Boanerges
Boanerges (hebr. /Bene-Regesz/, gr. Βοανηργες) – Synowie Gromu, termin jakim Jezus Chrystus określił dwóch z dwunastu apostołów Jakuba i Jana:
„Jakuba, syna Zebedeusza, i Jana, brata Jakubowego, nadając im imię Boanerges, to znaczy: Synowie Gromu.” (Mk 3:17; BWP}
„Wyprawił tedy przed sobą posłańców, a ci udali się do pewnego miasta w Samarii, aby Mu tam przygotować miejsce. Lecz nie przyjęto Go tam, jako że kierował się ku Jerozolimie. Wówczas Jakub i Jan, uczniowie Jego, widząc to, powiedzieli: Panie; jeśli chcesz, to powiemy, żeby ogień zstąpił z nieba i pochłonął ich.” (Łk 9:52-54; BWP)